# Nepenthes surigaoensis
Nepenthes surigaoensis este o specie de plante carnivore din genul Nepenthes, familia Nepenthaceae, ordinul Caryophyllales, descrisă de Adolph Daniel Edward Elmer. Conform Catalogue of Life specia Nepenthes surigaoensis nu are subspecii cunoscute.

## Galerie de imagini

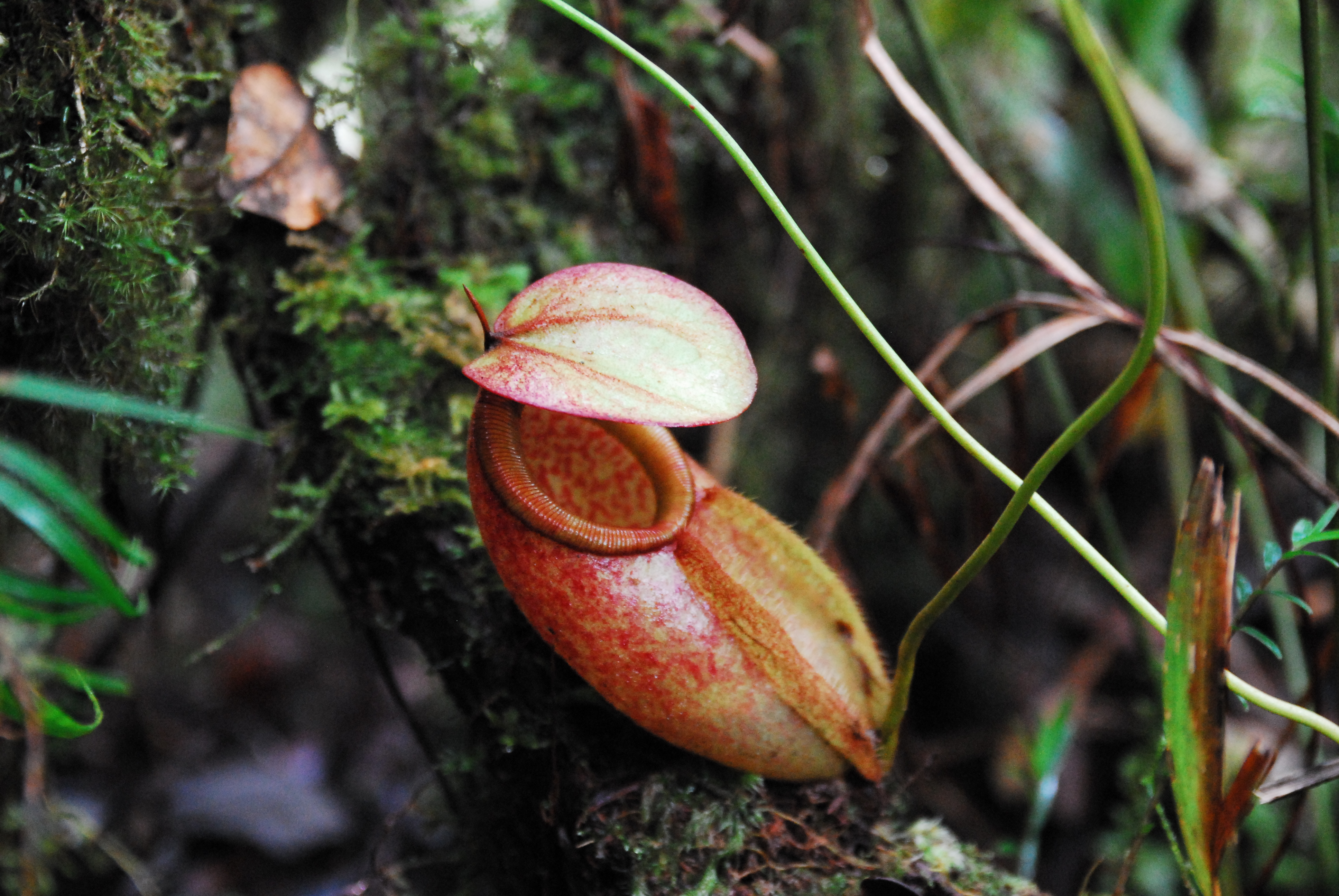
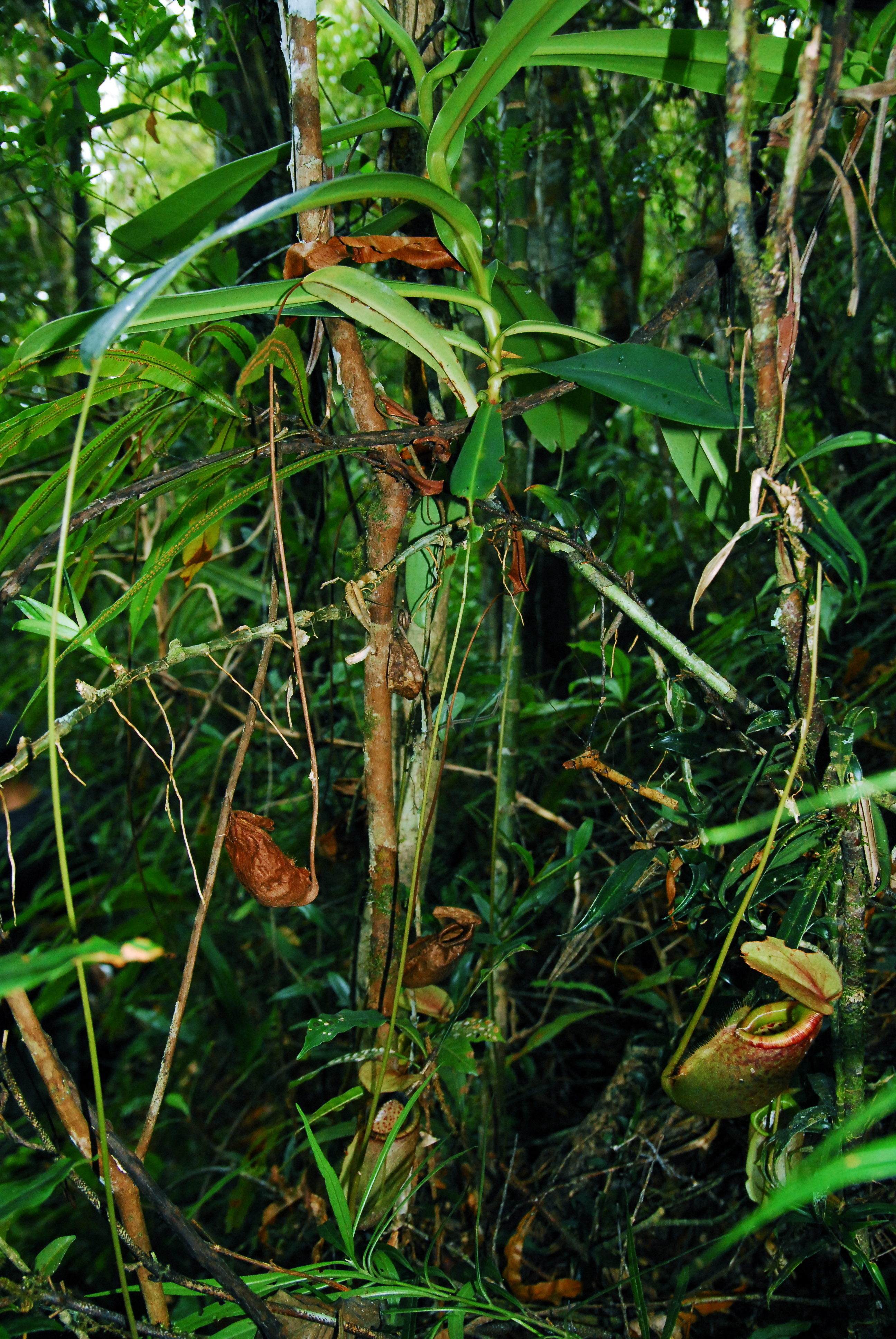
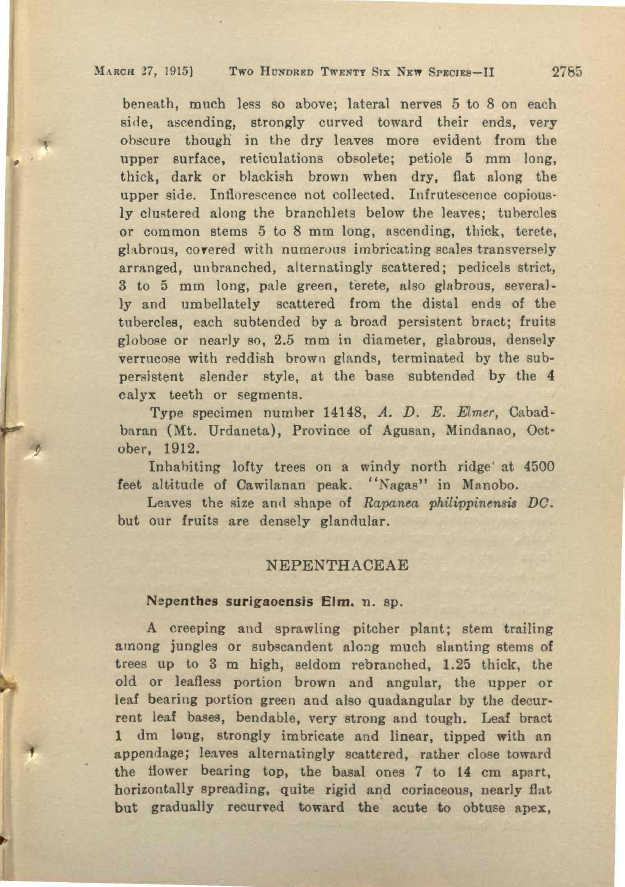
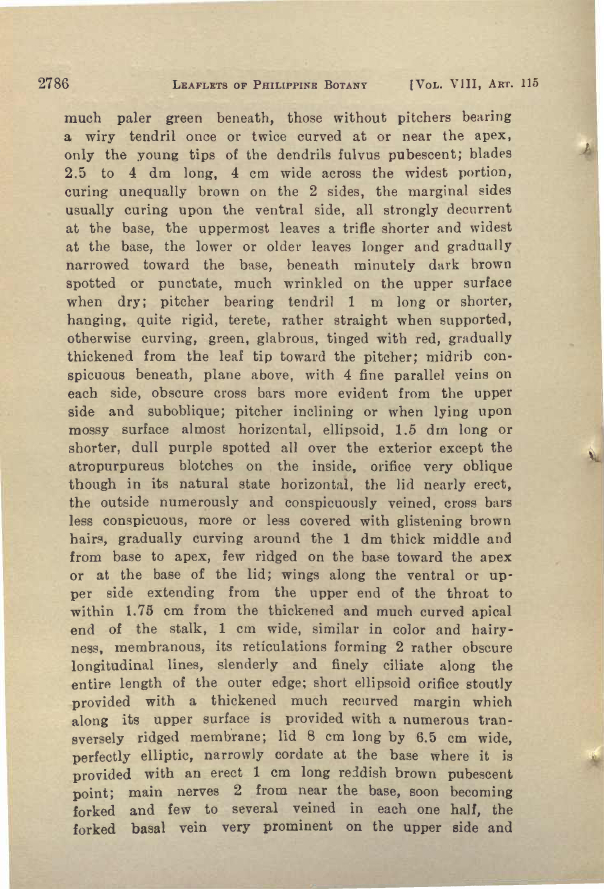
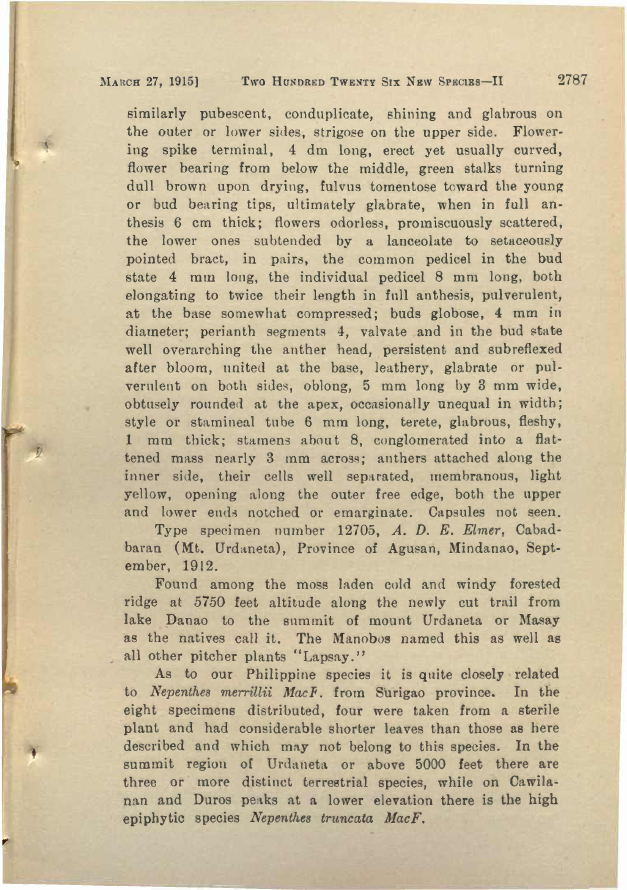